# Jorge Núñez (football, 1978)
Pour les articles homonymes, voir Jorge Núñez et Núñez.
Jorge Núñez, né le 22 janvier 1978 à Asuncion, est un footballeur paraguayen. Il joue au poste de défenseur  avec l'équipe du Paraguay et Estudiantes de La Plata. Il mesure 1,76 m pour 78 kg.

## Carrière

### En club
- Club Guaraní -  Paraguay
- Cerro Porteño -  Paraguay
- Banfield -  Argentine
- Arsenal de Sarandi -  Argentine
- Racing Club -  Argentine
- 2006 : Estudiantes LP -  Argentine

### En équipe nationale
Il fait ses débuts internationaux le 2 avril 2003 contre l'équipe du Honduras.
Núñez participe à la coupe du monde 2006 avec l'équipe du Paraguay. 

## Palmarès
- 16 sélections avec l'équipe du Paraguay (à juin 2006)